# Thijs IJs
Thijs IJs is een Nederlandse stripreeks. De hoofdpersoon, Thijs IJs, is een ijsbeer. De verhalen gelden als een voorloper van de Tom Poes-verhalen.
Van 1934 in 1938 verscheen de strip in verscheidene kranten waaronder het Nieuwsblad van het Noorden. De strip werd geschreven door Jan Gerhard Toonder en getekend door Marten Toonder. De strip was bedoeld als een opvolger voor Bruintje Beer toen de rechten verliepen. Aanvankelijk werd Thijs IJs geïntroduceerd als een neef van Bruintje Beer. Er verschenen 52 strips.

## Overzicht van de verhalen
1. Thijs IJs en de schat op de maan (56 afl.)
2. Thijs IJs en de onzichtbare prins (16 afl.)
3. Thijs IJs en de gedienstige geest (24 afl.)
4. Thijs IJs en de booze heks (40 afl.)
5. Thijs IJs en de kwade slang (16 afl.)
6. Thijs IJs en de winterkoning (24 afl.)
7. Thijs IJs en de verloren sleutel (37 afl.)
8. Thijs IJs en het geheimzinnige eiland (38 afl.)
9. Thijs IJs en het dal der nevels (28 afl.)
10. Thijs IJs en de koningskroon (31 afl.)
11. Thijs IJs en de kabouter Pirimijs (12 afl.)
12. Thijs IJs en de kwade buurman (12 afl.)
13. Thijs IJs en de dikke hertog (40 afl.)
14. Thijs IJs en de woeste vampyr (30 afl.)
15. Thijs IJs en de diamant van Makabijs (20 afl.)
16. Thijs IJs als poesenredder (12 afl.)
17. Thijs IJs verovert het waterpaleis (24 afl.)
18. Thijs IJs zit in de knel (23 afl.)
19. Thijs IJs en het geheim van den hollen boom (30 afl.)
20. Thijs IJs in het betoverde woud (26 afl.)
21. Thijs IJs bestrijdt de reuzen van Pakkijs (30 afl.)
22. Thijs IJs strekt op tegen het kattenleger (23 afl.)
23. Thijs IJs krijgt een huisgenoot (26 afl.)
24. Thijs IJs en Dickie Dons in de wolken (32 afl.)
25. De taart van Thijs IJs en Dickie Dons (10 afl.)
26. Thijs IJs helpt de spinnende prinses (23 afl.)
27. Thijs IJs en de drie draden van Slechtbedeeld (43 afl.)
28. Thijs IJs vindt den verloren armband (17 afl.)
29. Thijs IJs komt te hulp (16 afl.)
30. Thijs IJs en het hanenei (31 afl.)
31. Thijs IJs en de booze kabouter (15 afl.)
32. Thijs IJs en de brullende berg (23 afl.)
33. Thijs IJs en het verdwenen Noorderlicht (43 afl.)
34. Thijs IJs en de booze dooi (25 afl.)
35. Thijs IJs en de slimme dieven (43 afl.)
36. Thijs IJs zoekt Dickie Dons (23 afl.)
37. Thijs IJs en de tooverspiegel (51 afl.)
38. Thijs IJs en de betooverde eend (15 afl.)
39. Thijs IJs op de 'Taaie Haai' (44 afl.)
40. Dickie Dons gaat op avontuur (24 afl.)
41. Thijs IJs en de drie dwergen (42 afl.)
42. Oom Brom gaat uit rijden (16 afl.)
43. Dickie Dons en de toovervisch (17 afl.)
44. Thijs IJs en de woudreus (32 afl.)
45. Thijs IJs en de toverpijp (16 afl.)
46. Thijs IJs op weg naar huis (20 afl.
47. Thijs IJs en de vreemde vulkanen (41 afl.)
48. Thijs IJs en de tooverslangen (30 afl.)
49. Dickie Dons en het wonderboekje (30 afl.)
50. Thijs IJs en de gouden appels (24 afl.)
51. Oom Brom wordt vermist (12 afl.)
52. Thijs IJs en het verdronken land (29 afl.)